# Sony Ericsson Open 2012
Sony Ericsson Open 2012 — профессиональный теннисный турнир, в 28-й раз проводившийся в Ки-Бискейне, Майами на открытых хардовых кортах. Мужской турнир имеет категорию ATP Masters 1000, а женский — WTA Premier Mandatory.
Майамский турнир закрывает сезон турниров на харде.
Соревнования были проведены на кортах Tennis Center at Crandon Park, с 19 марта по 1 апреля 2012 года.
Прошлогодними чемпионами являются:
- мужчины одиночки —  Новак Джокович
- женщины одиночки —  Виктория Азаренко
- мужчины пары —  Махеш Бхупати /  Леандер Паес
- женщины пары —  Даниэла Гантухова /  Агнешка Радваньская

## Соревнования

### Мужчины. Одиночный турнир
Новак Джокович обыграл  Энди Маррея со счётом 6-1, 7-64.
- Новак Джокович выигрывает 2й титул в сезоне и 30й за карьеру в основном туре ассоциации.
- Энди Маррей уступает 2й финал в сезоне и 11й за карьеру в туре ассоциации.

### Женщины. Одиночный турнир
Агнешка Радваньская обыграла  Марию Шарапову со счётом 7-5, 6-4.
- Агнешка Радваньская выигрывает 2й титул в сезоне и 9й за карьеру в туре ассоциации.
- Мария Шарапова уступает 3й финал в сезоне и 16й за карьеру в туре ассоциации.

### Мужчины. Парный турнир
Леандер Паес /  Радек Штепанек обыграли  Максима Мирного /  Даниэля Нестора со счётом 3-6, 6-1, [10-8].
- Леандер Паес выигрывает 3й титул в сезоне и 50й за карьеру в основном туре ассоциации.
- Радек Штепанек выигрывает 2й титул в сезоне и 15й за карьеру в основном туре ассоциации.

### Женщины. Парный турнир
Мария Кириленко /  Надежда Петрова обыграли  Сару Эррани /  Роберту Винчи со счётом 7-60, 4-6, [10-4].
- Мария Кириленко выигрывает свой 1й титул в сезоне и 11й за карьеру в туре ассоциации.
- Надежда Петрова выигрывает свой 1й титул в сезоне и 20й за карьеру в туре ассоциации.